# قلعه زواره ور ۱
قلعه زواره ور ۱ مربوط به دوران‌های تاریخی پس از اسلام است و در شهرستان ورامین، روستای زواره ور واقع شده و این اثر در تاریخ ۱۷ اسفند ۱۳۸۱ با شمارهٔ ثبت ۷۶۲۱ به‌عنوان یکی از آثار ملی ایران به ثبت رسیده است.